# Cap d'Agde

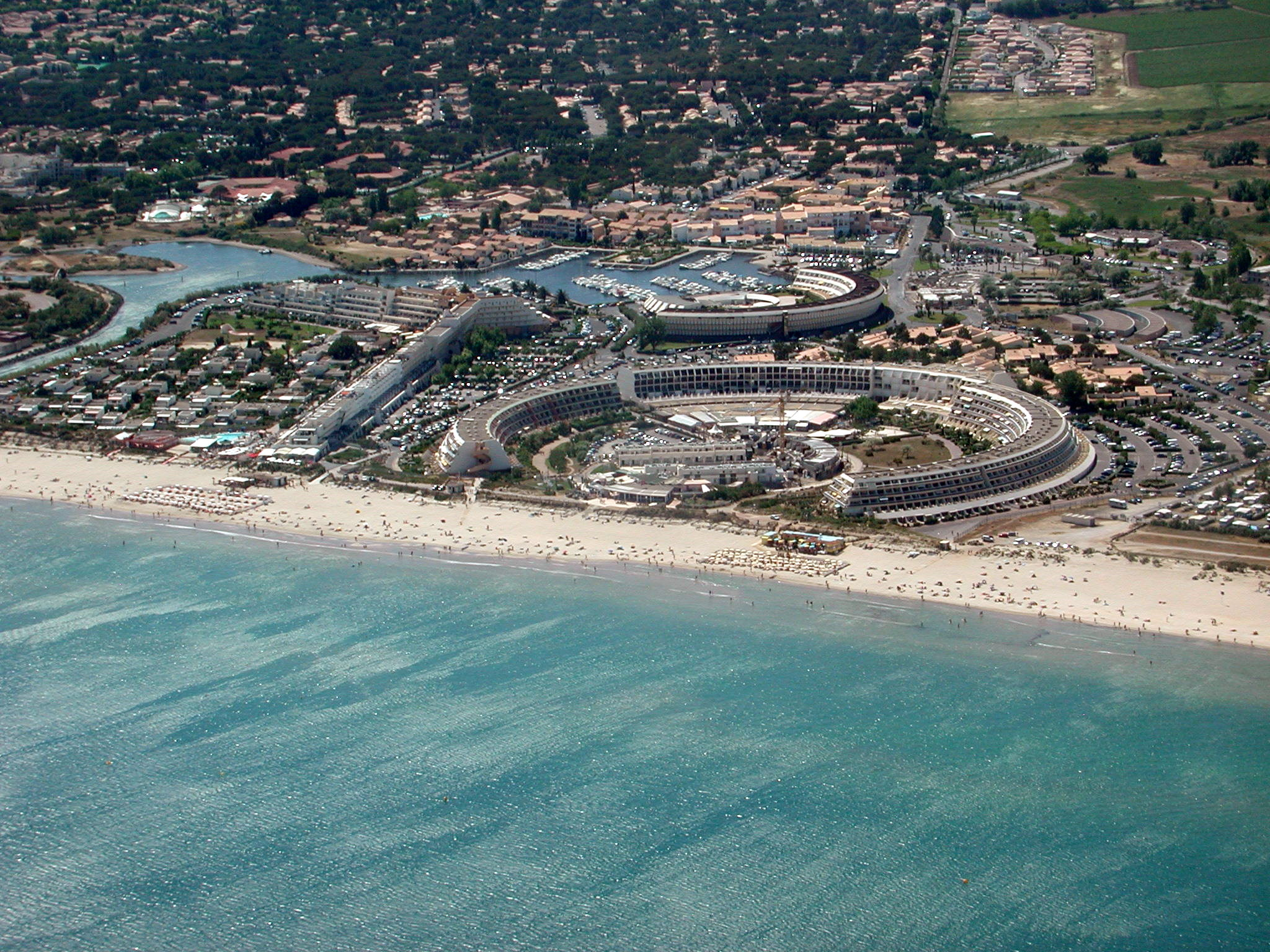
Cap d'Agde från luften. Utefter stranden ses den stora anläggningen för naturism. Till höger (utanför bilden) finns en stor camping.

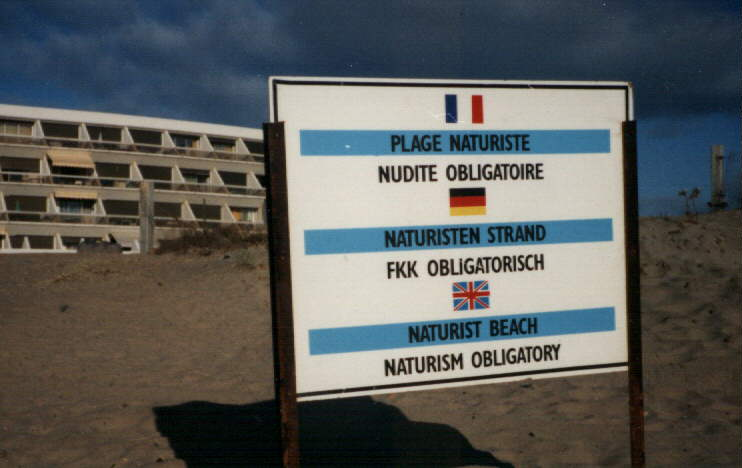
Skylt på stranden vid Cap d'Agde.

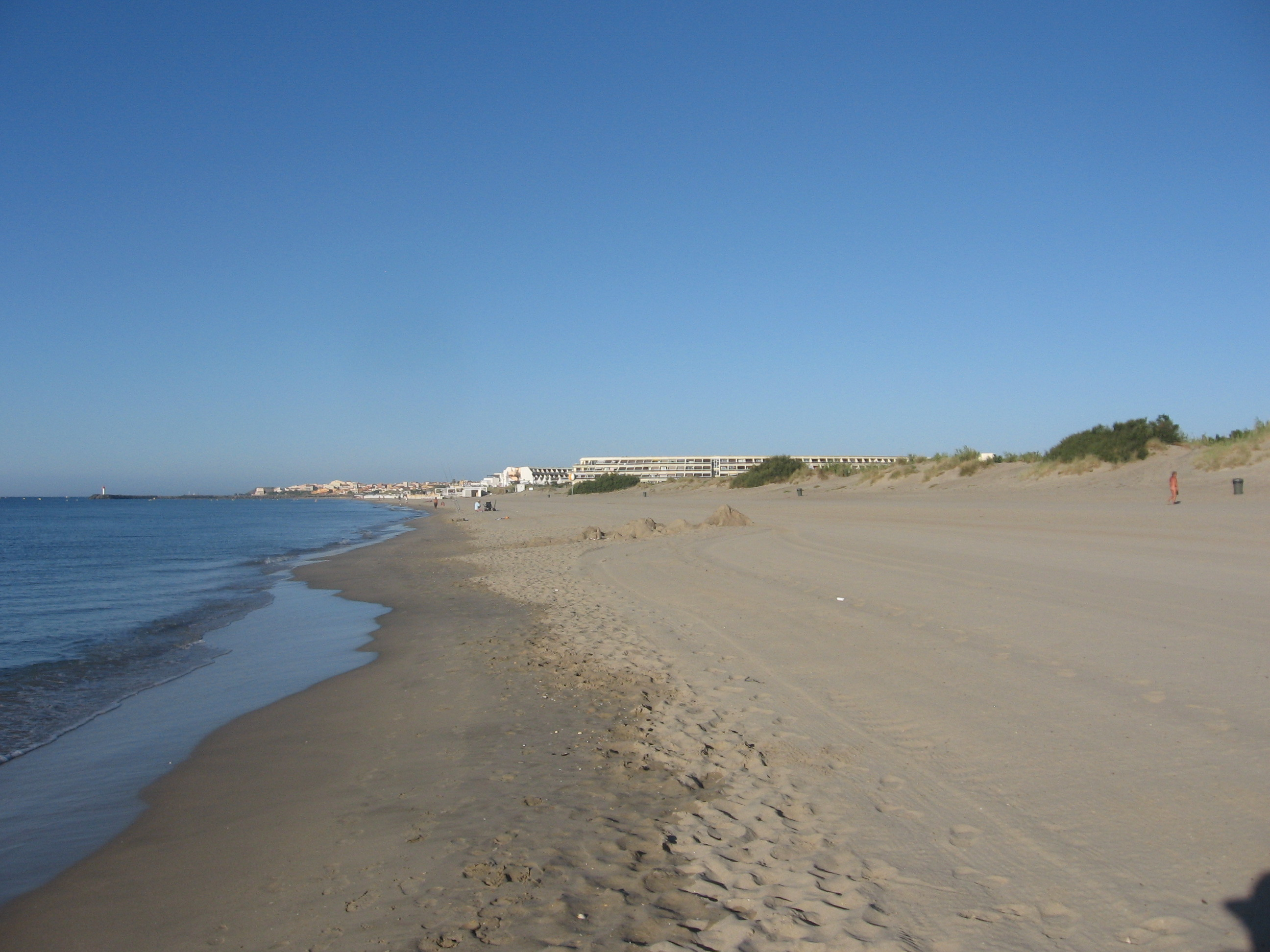
Stranden nedanför campingen.

Cap d'Agde är en badplats vid Medelhavet utanför Agde, mellan Rhônes mynning och den spanska gränsen. Platsen ligger i departementet Hérault, i regionen Occitanien. Agde är beläget mitt emellan de större städerna Montpellier och Narbonne, kan nås med TGV-tåg direkt från Paris eller Lille. Närmsta flygplatser är Béziers-Cap d'Agde en Languedoc, med lågprisflyg direkt från Storbritannien och Skandinavien, samt Montpellier-Fréjorgues. Från Agde kan man åka kollektivt, med buss eller taxi till Cap d'Agde.
Cap d'Agde är en av de största fritidsbåtshamnarna vid den franska medelhavskusten. Utvecklingen till turistort startade på 1970-talet – före detta var de enda byggnaderna i området små hus som lokalbefolkningen använde för helgvistelser.
Musée de l'Ephèbe inrymmer en bronsstaty känd som «l'Ephèbe d'Agde» («Ynglingen från Agde»). Statyn hittades i floden Hérault och förvarades i Louvren-museet till dess att nödvändiga faciliteter var klara i Cap d'Agde för att inrymma statyn.

## Village Naturiste
Cap d'Agde har ett stort familjeanpassat område för naturister.
Village Naturiste är en stor avskild del av Cap d'Agdes nordöstra ände, men är dock fullt nåbar via den offentliga stranden från öster. Det är en inhägnad naturistby, där nakenhet är den sociala normen, inklusive restauranger och butiker, dag och natt. Om kvällen när det blir kallare har många människor klätt på sig, men ofta i avslöjande kläder. En lokal turistskatt betalas per dag för varje person som vistas där. 
Village Naturiste är en egen by, med en 2 km lång strand, hamn och marina, campingområde, lägenhetskomplex, hotell, butiker, restauranger, barer, postkontor, banker, frisersalonger, bastu och andra faciliteter.

## Tour de France
Cap d'Agde var målet för tolfte etappen i cykeltävlingen Tour de France 1998, samt start för den femte etappen av Tour de France 2009.